# Myriopholis macrura
Myriopholis macrura — вид змій родини струнких сліпунів (Leptotyphlopidae). Ендемік Ємену.

## Поширення і екологія
Myriopholis macrura є ендеміками острова Сокотра. Вони живуть в різноманітних місцевостях — в пальмових гаях, на відкритих піщаних місцевостях, серед скель, в рідких чагарникових заростях, на кам'янистих пагорбах, слабо порослих рослинністю та у ваді. Зустрічаються на висоті від 20 до 995 м над рівнем моря. Ведуть риючий спосіб життя. Відкладають яйця.